# Sturmgeschütz-Brigade 341
De Sturmgeschütz-Abteilung 341 / Sturmgeschütz-Brigade 341 / Heeres-Sturmgeschütz-Brigade 341 was tijdens de Tweede Wereldoorlog een Duitse Sturmgeschütz-eenheid van de Wehrmacht ter grootte van een afdeling, uitgerust met gemechaniseerd geschut. Deze eenheid was een zogenaamde Heerestruppe, d.w.z. niet direct toegewezen aan een divisie, maar ressorterend onder een hoger commando, zoals een legerkorps of leger.
Deze Sturmgeschütz-eenheid kwam in actie aan het westfront gedurende zijn hele bestaan, in Normandië, Aken, Hürtgenwald en in de eindfase in verschillende delen van Duitsland.

## Krijgsgeschiedenis

### Sturmgeschütz-Abteilung 341
Sturmgeschütz-Abteilung 341 werd officieel opgericht op 4 december 1943. Maar het personeel voor deze Abteilung verzamelde zich al in mei 1943 in Neiße onder de werknaam Kommando Greif. Op 26 november volgde dan de verplaatsing naar Frankrijk, naar Tours in “Camp du Ruchards”, onder “Aufstellungsstab West”.
Op 14 februari 1944 werd de Abteilung in Tours omgedoopt in Sturmgeschütz-Brigade 341.

### Sturmgeschütz-Brigade 341
De omdoping in Sturmgeschütz-Brigade betekende echter geen organisatorische verandering, de samenstelling bleef gelijk. De brigade kreeg eind maart 1944 ook een deel van zijn voertuigen, maar pas begin juli had de brigade al zijn Sturmgeschützen. In mei 1944 werd de brigade dan naar de Middellandse Zeekust verplaatst, naar het gebied Narbonne – Carcassonne, voor kustverdediging. Toen de geallieerden landden in Normandië, bleef vooreerst de brigade op zijn plaats.
Op 10 juni 1944 werd de brigade omgedoopt in Heeres-Sturmgeschütz-Brigade 341.

### Heeres-Sturmgeschütz-Brigade 341
Ook nu betekende de omdoping geen organisatorische verandering, de samenstelling bleef opnieuw gelijk. Pas toen de Amerikanen uitbraken uit het bruggenhoofd in Normandië, kreeg de brigade op 27 juli 1944 bevel daarheen te verplaatsen. Bij aankomst, vanaf 31 juli, werd de brigade direct in de strijd geworpen rond Avranches – Brécey, waarbij in de eerste dagen van gevechten al de meeste Sturmgeschützen verloren gingen. Kort daarna werden echter nieuwe ontvangen. Maar ook de brigade moest zich aansluiten bij de algehele Duitse terugtocht uit Frankrijk. Bij Fontainebleau werd rond 26 augustus nog een bruggenhoofd over de Seine verdedigd tegen Amerikaanse troepen. Daarna volgde de terugtocht naar de Duitse grens via Reims en Luik naar het gebied rond Aken en door naar het Westerwald. Daar volgde een rustpauze voor de brigade. Vervolgens speelde de brigade belangrijke rollen in de Slag om Aken en de Slag om het Hürtgenwald in september, oktober en november 1944. Tijdens de Slag om de Ardennen stond de brigade direct onder bevel van het 15e Leger. In januari en februari 1945 was de brigade in actie tussen Roer en Rijn en ging eind februari de Rijn over en via het Bergisches Land en Siegerland naar het Westerwald. Nadat in maart de Amerikanen bij Remagen een bruggenhoofd hadden gevestigd en later die maand uitbraken, kwam de brigade in actie tegen de oprukkende Amerikanen in het Sauerland. 

### Einde
Delen van de Heeres-Sturmgeschütz-Brigade 341 gaven zich over in de Ruhrkessel medio april 1945. Delen ontsnapten richting de Harz en verzamelden rond Maagdenburg, waar ze zich overgaven aan Amerikaanse troepen op. Delen trokken naar het zuiden en werden begin mei 1945 door Amerikaanse troepen bij Rott am Inn overlopen.

## Samenstelling
- Staf
- 1e Batterij
- 2e Batterij
- 3e Batterij

## Commandanten
| Rang      | Naam               | Begin               | Eind                |
| --------- | ------------------ | ------------------- | ------------------- |
| Hauptmann | Karl Heinz Bumm    | oktober 1943        | medio augustus 1944 |
| Hauptmann | Drier              | medio augustus 1944 | september 1944      |
| Hauptmann | Erich Barkley      | september 1944      | 8 december 1944 †   |
| Hauptmann | Reinhold Ertel     | 20 december 1944    | 22 januari 1945 †   |
| Hauptmann | Hermann Zimmermann | 27 januari 1945     | 8 mei 1945          |

Hauptmann Drier nam tijdelijk het commando over nadat Hauptmann Bumm gewond was geraakt. Hauptmann Barkley stierf bij een Amerikaanse artillerieoverval op het hoofdkwartier in Kaster, samen met 11 anderen. Hauptmann Ertel stierf toen zijn Sturmgeschütz op een mijn liep.